# Christoph Ann

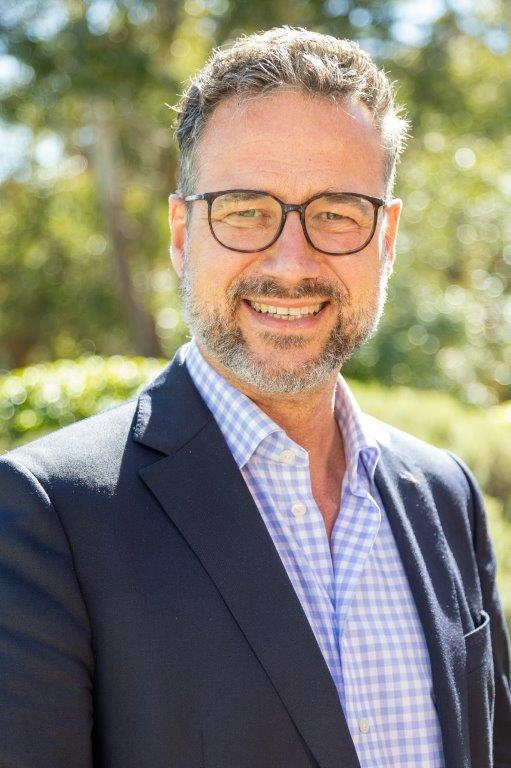
Christoph Ann

Christoph Ann (* 1962) ist ein deutscher Jurist, ordentlicher Universitätsprofessor und Inhaber des Lehrstuhls für Wirtschaftsrecht und Geistiges Eigentum an der TUM School of Management.

## Leben
Christoph Ann studierte Rechtswissenschaften, Geschichte und Romanistik an der Universität Bayreuth und der Friedrich-Alexander Universität Erlangen-Nürnberg, und erwarb im Anschluss einen Master of Laws (LL.M.) an der Duke University School of Law in Durham (USA). Mit einem Promotionsstipendium der Friedrich-Naumann-Stiftung für die Freiheit promovierte er an der Universität Bayreuth zum Dr. jur. und absolvierte anschließend seinen Vorbereitungsdienst am Oberlandesgericht Nürnberg. Danach war er als Rechtsanwalt tätig. 1998 habilitierte er sich an der Universität Tübingen und erwarb die Lehrbefugnis für die Fächer Bürgerliches Recht, Handels- und Wirtschaftsrecht sowie Rechtsvergleichung. Von 2000 bis 2003 lehrte er als Professor für Bürgerliches Recht, gewerblichen Rechtsschutz und Urheberrecht an der Universität Freiburg, wo er von 2001 bis 2003 im Nebenamt auch als Richter an der Patentstreitkammer des Landgerichts Mannheim tätig war. 2003 folgte ein Ruf an die TU München auf deren Lehrstuhl für Patentrecht. Als Gastprofessor war bzw. ist Christoph Ann tätig an Universitäten in den USA, Australien, Frankreich, Ungarn, Japan und Südafrika. Er war Vertrauensdozent; erst bei der Friedrich-Naumann-Stiftung für die Freiheit und dann bei der Studienstiftung des Deutschen Volkes und ist seit 2021 Mitglied im Nutzerbeirat Patente und Gebrauchsmuster des  Deutschen Patent- und Markenamts, seit 2017 im Präsidium des VPP sowie von 2013 bis 2024 im Vorstand von LES Germany. Christoph Ann ist einer von drei Vorsitzenden des Ständigen Kaufmännischen Schiedsgerichts der IHK Nürnberg für Mittelfranken und seit Februar 2022 Mitglied des Ethikrats der Bayerischen Staatsregierung.

## Auszeichnungen
- 2006: Best Teaching Award, (Fakultät für Wirtschaftswissenschaften) TU München
- 2009: Best Teaching Award, (Fakultät für Wirtschaftswissenschaften) TU München
- 2021: Research Fellowship am Stellenbosch  Institute for Advanced Study (STIAS)[4]

## Werke
- Die Produkthaftung des Lizenzgebers; Verlag Carl Heymanns, Köln 1990, ISBN 978-3-452-22085-1.
- Die Erbengemeinschaft; Verlag Carl Heymanns, Köln 2001, ISBN 978-3-452-24483-3.
- mit Alfredo Barona: Schuldrechtsmodernisierung und gewerblicher Rechtsschutz; Verlag Carl Heymanns, Köln 2002, ISBN 978-3-452-25199-2.
- mit Michael Loschelder und Markus Grosch: Praxishandbuch Know-how-Schutz; Verlag Carl Heymanns, Köln 2010, ISBN 978-3-452-26892-1.
- mit Ronny Hauck und Lena Maute: Auskunftsanspruch und Geheimnisschutz im Verletzungsprozess; Verlag Carl Heymanns, Köln 2011, ISBN 978-3-452-27445-8.
- Patentrecht. Lehrbuch zum deutschen und europäischen Patentrecht und Gebrauchsmusterrecht, 8. Aufl. 2022, C. H. Beck, München, ISBN 978-3-406-74325-2.